# ريجنالد إنس بوكوك
ريجنالد إنس بوكوك (بالإنجليزية: Reginald Innes Pocock)‏ عالم بريطاني اختص في دراسة علم الحيوان، ولد في 4 مارس، 1863، كليفتون، برستل وتوفي في 9 أغسطس 1947.

## استكشافاته
- غورال أحمر

## وصلات خارجية
- ريجنالد إنس بوكوك على موقع الموسوعة البريطانية (الإنجليزية)